# Волфганг III Кемерер фон Вормс
Волфганг III Кемерер фон Вормс-Далберг (на немски: Wolfgang Kämmerer von Worms gen. von Dalberg; * 4 септември 1426 в Опенхайм; † 20 септември 1476 в Опенхайм) е немски благородник, рицар от фамилията „кемерер на Вормс“, господар на Далберг при Бад Кройцнах, дворцов маршал на курфюрст Фридрих I фон Пфалц. Той започва да се нарича „фон Далберг“.
Той е син на Йохан XVII Кемерер фон Вормс († 2 юли 1431, в битка при Булгневил), 1428 г. кмет на Опенхайм, и съпругата му Анна фон Хелмщат († 10 април 1466), дъщеря на Йохан (Ханс) фон Хелмщат, господар на Бишофсхайм и Грумбах († 1422) и Гуитгин Кнебел фон Катценелнбоген (* ок. 1369). Внук е на Йохан X Кемерер фон Вормс († 1415) и Анна фон Бикенбах († 1415). Майка му е сестра на Райнхард фон Хелмщат († 1456), епископ на Шпайер (1438 – 1456). Брат е на Филип I Кемерер фон Вормс, фрайхер фон Далберг (1428 – 1492).
През 1446 г. в Рим Волф е произведен на от Фридрих III.
Волфганг III е бургман на краля и от 1459 г. курпфалски дворцов маршал. Той е 1462, 1468 и 1474 г. кмет в Оппенхеим.

През 1452 г. той придружава с осем коне похода до Рим на крал Фридрих III, където той е коронован на император от папа Николаус V.
Волфранг прави поклонение до Йерусалим. По пътя той посещава своя тъст Фридрих фон Грайфенклау във францисканския манастир на остров Дакса при Дубровник.
Волфганг III Кемерер фон Вормс-Далберг умира на 50 години на 20 септември 1476 г. и е погребан в църквата „Св. Катарина“ в Опенхайм.

## Фамилия
Волфганг III Кемерер фон Вормс-Далберг се жени 1444 г. за Гертруд Грайфенклау цу Фолрадс († 10 август 1502, погребана в църквата „Св. Катарина“ в Опенхайм), дъщеря на Фридрих фон Грайфенклау цу Фолрадс (1401 – 1459) и Алайд фон Лангенау († 1439/1453). Те имат 11/12 деца:
- Дитер V (* 1456/1457; † 28 април 1467, Хернсхайм)
- Волфганг IV (* 27 юни 1454; † 1473), неженен
- Йохан XX фон Далберг (* 14 август 1455; † 27 юли 1503 в Хайделберг, погребан в катедралата на Вормс), епископ на Вормс (1482 – 1503), 1482 г. канцлер на Курпфалц
- Анна (* 1458; † 8 ноември 1503, Геминген, погребана в Опенхайм), омъжена пр. 14 септември 1477 или 1478 г. за Плайкард фон Геминген-Фюрфелд (* ок. 1440; † 21 октомври 1515, Геминген), син на Ханс Богатия фон Геминген († 1490) и Катарина Ландшад фон Щайнах († сл. 1446)
- Фридрих VI фон Далберг (* 10 февруари 1459; † 12 ноември 1506, погребан в Опенхайм), рицар, кмет на града, женен 1480 g. за Катарина фон Геминген († 19 февруари 1507/1517), дъщеря на Дитер фон Геминген († 1467) и Анна фон Фенинген
- Маргарета († 1521), монахиня в манастир Мариенберг в Бопард
- Гуда († 1518), приореса в манастир „Мария Химелскрон“, днес Вормс (1494 – 1506) и по-късно в манастир „Мариенберг“ в Бопард
- Дитер VI фон Далберг (* 1468; † 9 февруари 1530, погребан в църквата на Валхаузен при Бад Кройцнах), женен 1495 г. за Анна фон Хелмщат († 28 август 1528, погребана във Валхаузен), дъщеря на Ханс фон Хелмщат († 1500) и Маргарета 'Грете' фон Палант
- Гертруд († 7 април 1520), монахиня в манастир „Мариенберг“ в Бопард
- Волфганг VI фон Далберг (* 1473; † 25 януари 1522, погребан в Опенхайм), рицар, амтман в Опренхайм, женен за Агнес, дъщеря на Свикер и Маргарета фон Зикинген
- Елизабет, омъжена за Херман фон Хандшусхайм
- Барбара, спомената 1504, монахиня